# هنريك رامزي
هنريك رامزي (بالفنلندية: Henrik Ramsay)‏ هو دبلوماسي وسياسي فنلندي، ولد في 31 مارس 1886 في هلسنكي في فنلندا، وتوفي في 25 يوليو 1951 في فيسبي في السويد. حزبياً، نشط في حزب الشعب السويدي.